# Gaullismus

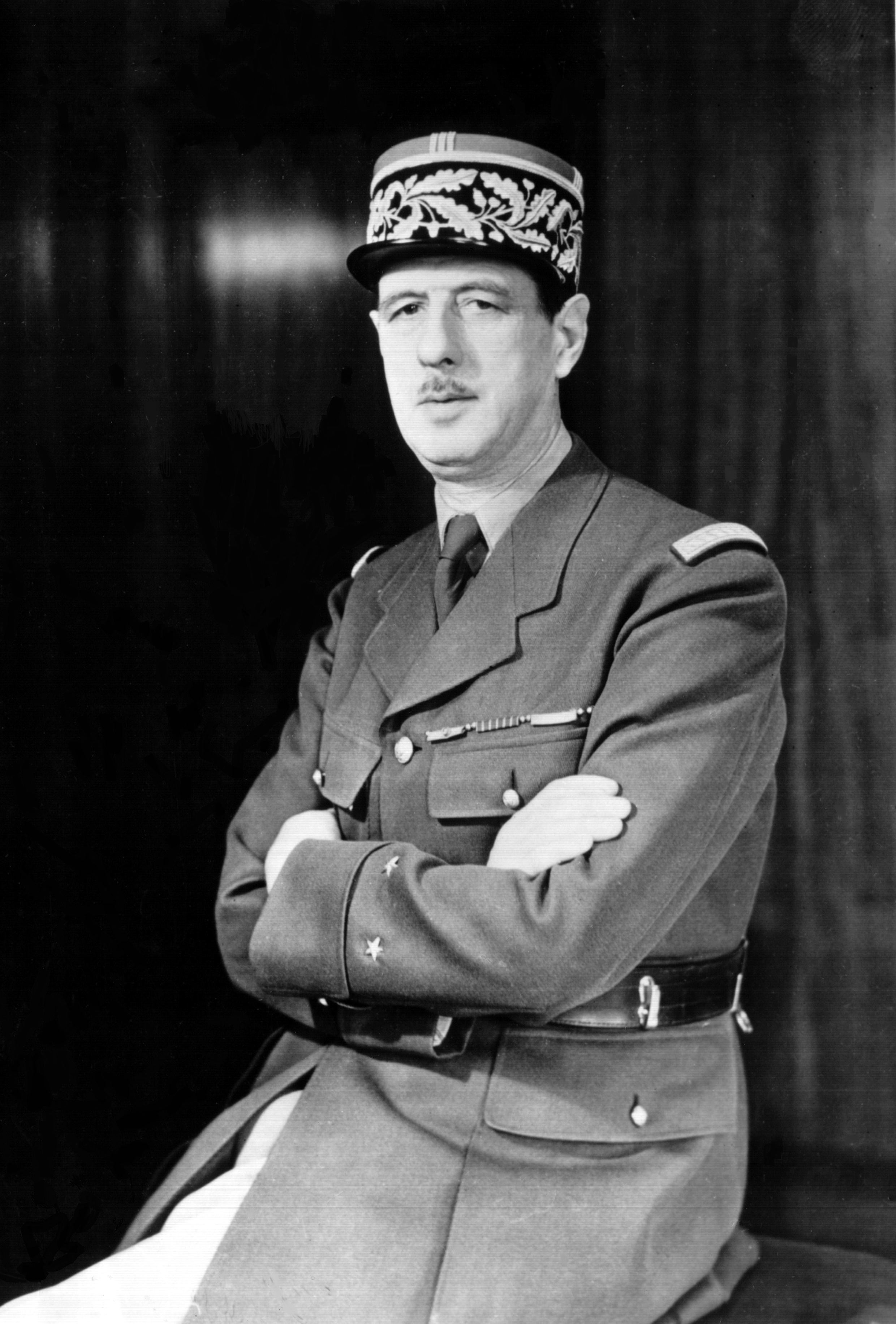
Ch. de Gaulle

Gaullismus [golizmus] je politický směr, který vychází z myšlenek a činnosti Charlese de Gaulla a navazuje na ně. Gaullismus představuje praktickou politiku ve službách francouzské národní velikosti a nezávislosti, založené na stabilitě a autoritě státu.

## Hlavní složky doktríny
Gaullismus je v podstatě konzervativní směr a usiluje o centralizovaný stát. Podobně jako konzervativci se gaullisté vyznačovali náklonností pro řád a respektem k soukromému vlastnictví.
V rámci francouzské pravice je možné zařazení gaullismu do její bonapartistické tradice, jíž jde především o silnou státní autoritu ve vnitřní politice  a prosazování této autority i v zahraničí  a o vůdcovství ustavené a upevňované přímou vazbou na občany skrze referenda, plebiscity a přímé volby.

## Gaullistické strany
- Sdružení francouzského lidu (RPF): 1947-1952
- Svaz pro novou republiku (UNR): 1958–1968
- Svaz demokratů pro pátou republiku (UDR): 1968–1971
- Svaz demokratů pro republiku (UDR): 1971–1976
- Sdružení pro republiku (RPR): 1976–2002
- Unie pro lidové hnutí (UMP): 2002–2015
- Republikáni (LR): od 2015